# Средоземна морска медведица
Средоземна морска медведица (Monachus monachus) је врста перајара из породице правих фока (Phocidae).

## Распрострањење
Врста је присутна у Алжиру, Грчкој, Западној Сахари, Мауританији, Португалу и Турској и у Хрватској.
ФАО рибарска подручја (енгл. FAO marine fishing areas) на којима је ова врста присутна су у источном централном Атлантику и Медитерану и Црном мору.

## Станиште
Станишта ове врсте су копнена и морска подручја.

## Угроженост
Ова врста је угрожена и у великој опасности од изумирања.

### Популациони тренд
Популација ове врсте се увећава, судећи по расположивим подацима.